# Lačaves
Lačaves – wieś w Słowenii, w gminie Ormož. 1 stycznia 2018 liczyła 120 mieszkańców.